# Stephen Batchelor
Stephen Batchelor (Dundee, 7 aprile 1953) è uno scrittore e insegnante buddista britannico.
Ex monaco buddista della scuola tibetana Gelug, promuove oggi un buddismo modernista, laico ed agnostico.

## Biografia
Quando aveva tre anni, la sua famiglia si trasferì brevemente a Toronto, in Canada, dopo che i suoi genitori si separarono. È tornato con la madre Phyllis (n. 1913) in Inghilterra, dove era cresciuto in un ambiente umanista con il fratello più giovane David a Watford, un sobborgo di Londra. Dopo aver completato gli studi secondari alla Watford Grammar School, nel febbraio del 1972, all'età di diciotto anni, intraprese un viaggio che alla fine lo portò in India. Si stabilì a Dharamsala, la capitale in esilio del Dalai Lama, e studiò con Ghesce Ngawang Dhargyey presso la Library of Tibetan Works and Archives. È stato ordinato monaco novizio Gelug nel 1974. Pochi mesi dopo l'ordinazione, fece un ritiro di meditazione Vipassana per dieci giorni con il maestro indiano SN Goenka, che si rivelò una duratura influenza sulla sua pratica, e suscitò la sua curiosità per altre tradizioni del Buddismo.
Ha lasciato l'India nel 1975 per studiare la filosofia buddista tibetana e la dottrina sotto la guida di Ghesce Rabten, prima presso l'Istituto Tibet Rikon poi a Le Mont-Pèlerin (in Svizzera), dove ha contribuito con Geshe Rabten a fondare il Choeling Tharpa (ora Rabten Choeling). L'anno successivo ha ricevuto l'ordinazione piena come monaco. Nel 1979 si trasferisce in Germania come traduttore per Ghesce Thubten Ngawang presso l'Istituto Tibetisches, Amburgo.
Nell'aprile 1981 Batchelor viaggiò fino al monastero Songgwangsa in Corea del Sud per la formazione nel Buddismo Zen sotto la guida di Kusan Sunim. Al monastero incontrò Martine Fages, monaca zen francese dal 1975. Rimase in Corea fino all'autunno del 1984, quando partì per un pellegrinaggio in siti buddisti in Giappone, Cina e Tibet.
Martine Fages e Batchelor abbandonarono la vita monastica nel febbraio 1985 e si sposarono a Hong Kong; poi tornò in Inghilterra e si unì al Sharpham Nord Comunità vicino a Totnes, nel Devon.  Nel corso dei quindici anni vissuti a Sharpham, Batchelor è diventato coordinatore del Trust Sharpham (1992) e cofondatore del Collegio Sharpham di Studi Buddisti e Contemporanei di Informazione (1996). Durante tutto questo periodo ha lavorato come cappellano buddista al carcere di Channings Wood. Dal 1990 è docente al centro di meditazione Gaia House nel Devon e dal 1992 redattore di Tricycle: The Buddhist Review. Come un laico buddista studioso e insegnante, ha sempre rivolto la sua attenzione ai primi insegnamenti del buddismo come registrato nel canone pāli, sulla scia di maestri come Buddhadasa, il riformatore del buddismo Theravada. Nel mese di agosto 2000, Batchelor e Martine si trasferirono in Aquitania, in Francia, dove vivono in un villaggio vicino a Bordeaux. Egli è anche membro del Centro per la Prammatica del buddismo Advisory Board..

## Buddismo Secolare
Stephen Batchelor è oggi considerato il principale promotore e maggiore esponente di una corrente chiamata Buddismo Secolare. Il termine indica una forma di buddismo basata su valori umanisti, scettici e agnostici, oltre che sul pragmatismo. Il Buddismo Secolare respinge le varie credenze nel soprannaturale o nel paranormale o di carattere superstizioso, come ad esempio l'esistenza di esseri soprannaturali (deva, bodhisattva, nāga, preta, ecc.), i meriti e il loro trasferimento, la reincarnazione, il karma, la cosmologia buddista (inclusa l'esistenza di terre e inferni puri).
Pur non potendo esistere un'ortodossia buddista secolare, gli aderenti a questo movimento condividono un programma pragmatico per la fioritura umana basata su una vita più consapevole e compassionevole, del tutto privo di credenze metafisiche e affermazioni religiose di verità.
Stephen Batchelor ha contribuito in maniera determinante a interpretare gli insegnamenti del Buddha e dei testi buddisti con un approccio razionalista e basato sia sulla ricerca di prove, sia sulla considerazione dei contesti storici e culturali dei tempi in cui il Buddha visse e in cui furono scritti i vari testi del canone buddista. Nel suo libro "Dopo il Buddismo", Batchelor presenta i risultati di anni di studio dei testi del canone buddista. Tali testi, redatti per lo più secoli dopo la morte di Gotama, il Buddha storico, risentono dell'influenza di scuole e dottrine dei vari periodi, anche appartenenti ad altre religioni, come il Bramanesimo. Risalendo alle fonti più antiche che sia possibile, l'autore cerca di identificare nei vari insegnamenti il significato più vicino alla filosofia più autentica di Gotama.
Nell'ambito del suo lavoro di reinterpretazione dei testi antichi, Batchelor propone una radicale riforma della terminologia buddista, introducendo termini nuovi anche per gli elementi più importanti della dottrina. Le "Quattro nobili verità" diventano il "Quadruplice compito". I "Tre veleni" diventano i "Tre fuochi". Perfino per il termine in lingua pali "bhikkhu", tradizionalmente tradotto come "monaco", Batchelor propone "mendicante", a sottolineare il carattere laico del movimento fondato da Gotama.
Sinonimi di Buddismo Secolare sono buddismo agnostico, agnosticismo buddhista, buddismo ateo, buddismo pragmatico, ateismo buddista o secolarismo buddista.

## Selezione di libri
- La via del dubbio - Astrolabio-Ubaldini Editore, Roma, 1989
- Il risveglio dell'Occidente. L'incontro del buddismo con la cultura europea - Astrolabio-Ubaldini Editore, Roma, 1995
- Il buddismo senza fede - 1998
- Confessione di un ateo buddista - Astrolabio-Ubaldini Editore, Roma, 2011
- Dopo il buddismo. Ripensare il dharma per un'epoca laica - Astrolabio-Ubaldini Editore, Roma, 2018

### Interviste e documentari
- TV interview on ABC News, March 9, 2010.
- "Starting from Scratch: A talk with Stephen Batchelor"Tricycle: The Buddhist Review. 2010. Retrieved 2010-03-16.
- Online video of a talk based on Confession of a Buddhist Atheist. Fora.tv, March 19, 2010.
- Audio Interview Series on Buddhist Geeks

| Controllo di autorità | VIAF (EN) 37047068 · ISNI (EN) 0000 0000 6307 2045 · LCCN (EN) n81057556 · GND (DE) 111845521 · BNF (FR) cb129355900 (data) · J9U (EN, HE) 987007276156505171 |